# Вікова липа
Вікова липа — колишній об'єкт природно-заповідного фонду Львівської області, ботанічна пам'ятка природи місцевого значення. 
Пам'ятка природи була створена рішенням обласної ради від 9 жовтня 1984 року №495 з метою збереження дерева липи. Перебуває у віданні Страдчанського  виробничого лісокомбінату.
Місцерозташування: Львівська область, Яворівський район, с. Страдч.
15 жовтня 2002 року було прийняте рішення Львівської обласної ради №56 «Про впорядкування природно-заповідного фонду Львівської області». Згідно з цим рішенням, на основі подання Державного управління охорони навколишнього природного середовища у Львівській області від 3.07.2002 року №04-04-4080 зі складу природно-заповідного фонду Львівської області було вилучено 13 ботанічних пам'яток природи, серед яких і ця пам’ятка. Причиною скасування є те, що дерево зламане вітровалом.